# Stjärnafyrkant
StjärnaFyrkant (tidigare Mobyson) är ett företag som säljer telekommunikationslösningar till företagskunder. 

## Historik
Företaget StjärnaFyrkant grundades av Västeråsduon Mats Alpberg och Åke Björkman 1994. År 1996 startade franchiseverksamheten med säte i Solna. Kedjan med butiker spridda över hela Sverige säljer telekommunikationslösningar.
I november år 2010 köptes företaget av telekomföretaget Mobyson AB och därefter övertog StjärnaFyrkant Mobysons aktieplats på Stockholmsbörsen.
I november 2016 förvärvade L & H Biehl AB StjärnaFyrkant Svenska AB, vilka är franchisegivare till alla StjärnaFyrkants butiker runt om i landet. 